# Mihajlo Risztovszki
Mihajlo Risztovszki (macedónul: Михајло Ристовски, 1983. március 3. –) visszavonult macedón úszó, aki a gyorsúszásra (azon belül a 200 méteresre) szakosodott. Macedóniát képviselte a 2008-as nyári olimpián, és 1:57,45-es személyes rekord idejével ötvenötödik lett 200 méteres gyorsúszásban.

## Külső hivatkozások
- NBC olimpiai profilja